# Ford DeLuxe
Ford a présenté la gamme Ford DeLuxe en 1938 en tant qu'alternative haut de gamme pour combler le fossé entre leur modèle de base (généralement appelé Standard) et les offres de luxe de Lincoln. 
Le nom « Deluxe » a été utilisé par intermittence avant et après cela pour spécifier une finition haut de gamme, mais la gamme Ford DeLuxe a été différenciée comme une « marque distincte dans une marque » avec un style et des prix séparés jusqu'en 1940. En 1939, Ford avait cinq marques de voitures: Ford, Ford DeLuxe, Mercury, Lincoln-Zephyr et Lincoln. Après la guerre, cela a été simplifié en Ford, Mercury et Lincoln. La gamme des Ford de 1941 comprenait des finitions « DeLuxe » et « Super DeLuxe », mais ces véhicules n'étaient pas commercialisés en tant que gamme distincte. Au fil du développement des ventes de Mercury, l'approche DeLuxe a été abandonnée.
Cette approche marketing était une réponse aux différentes marques de General Motors (Cadillac, Buick, Oldsmobile, Pontiac et Chevrolet) et aux marques de Chrysler (Chrysler, DeSoto, Dodge et Plymouth).
La Ford DeLuxe de 1938 comportait un capot plus incliné et une calandre décorative en forme de cœur. Ce look a été transmis à la gamme Standard pour 1939, car les Ford DeLuxe ont gagné des calandres en forme de V pointues avec des barres verticales. La gamme Standard hérite à nouveau du look de la DeLuxe de 1940, cette fois avec des barres verticales couleur carrosserie. La Ford DeLuxe de 1940 comportait une calandre en trois parties avec des barres horizontales.

## Dans la culture populaire
Une Ford Deluxe cabriolet de 1948 était la voiture de base qui a été transformée en « Greased Lightning » dans le film Grease.
Dans le film Karaté Kid de 1984, M. Miyagi offre à Daniel Larusso une Ford Super DeLuxe décapotable couleur crème de 1947 comme cadeau d'anniversaire. La voiture était en fait un cadeau du producteur du film pour Ralph Macchio. À ce jour, Macchio possède toujours la voiture.
Dans le film Retour vers le futur de 1985 et sa suite Retour vers le futur 2, la voiture que Biff Tannen possède en 1955 était une Ford Super DeLuxe cabriolet noire de 1946. La voiture de 1946 est maintenant dans une collection privée.